# Dorcadion tuleskovi
Dorcadion tuleskovi là một loài bọ cánh cứng trong họ Cerambycidae.